# Depsipeptidy

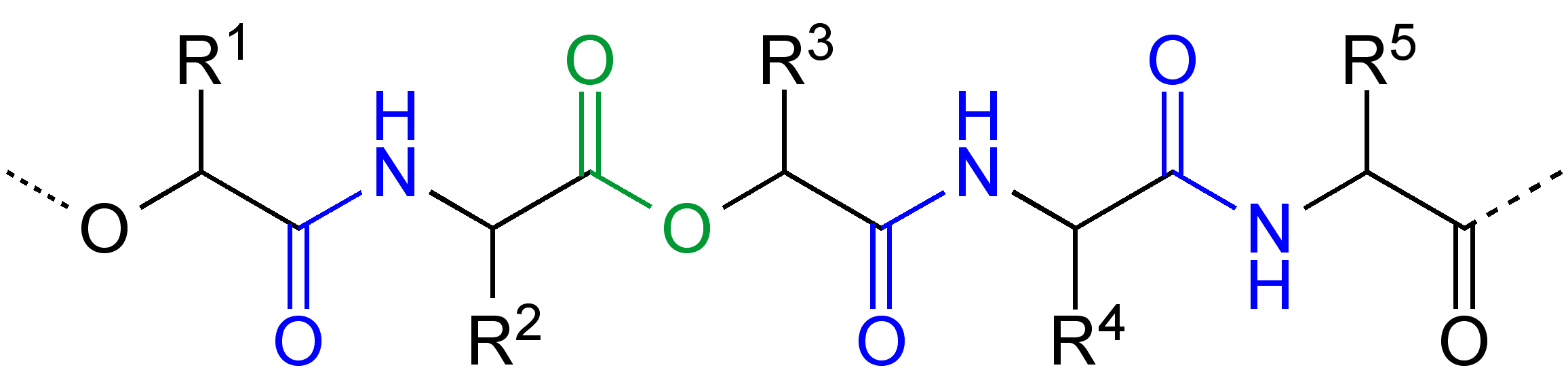
Příklad depsipeptidu se třemi amidovými skupinami (znázorněnými modře) a jednou esterovou skupinou (znázorněnou zeleně). R^{1} a R^{3} jsou organické skupiny (například methyly) nebo vodíkové atomy pocházející z α-hydroxykarboxylových kyselin. R^{2}, R^{4} a R^{5} jsou organické skupiny nebo vodíkové atomy z běžných aminokyselin.

Depsipeptidy jsou peptidy, které mají alespoň jednu amidovou skupinu (-C(O)NH-) nahrazenou odpovídajícím esterem (-C(O)O-). Mnoho z nich má v molekulách amidové i esterové vazby. Nejčastěji se objevují v mikroorganismech a mořských organismech.

## Přírodní depsipeptidy

Enterochelin. přenášeč železa, patří mezi depsipeptidy.

Některé depsipeptidy mají protirakovinné účinky.
Existují také depsipetidy, které inhibují některé enzymy. Patří k nim například romidepsin, látka ze skupiny bicyklických peptidů nazývaných inhibitory histondeacetylázy, která byla poprvé izolována z bakterie Chromobacterium violaceum.
Další depsipeptid etamycin funguje u myší jako léčivo proti meticilin-rezistentnímu zlatému stafylokoku.
Některé depsipeptidy izolované z bakterií Streptomyces mají také antimikrobiální účinky. Tyto látky tvoří možnou novou skupinu antibiotik označovanou acyldepsipeptidy. Tato antibiotika aktivují enzymy ze skupiny CLP proteáz, čímž spouštějí neřízený rozklad peptidů a nesložených proteinů, což vede k usmrcení řady grampozitivních bakterií.